# Ibolya Mehlmann
Ibolya Mehlmann, også kaldt Ibi (født 4. november 1981)er en ungarsk håndboldspiller. Hun spiller lige nu i Aalborg DH men har tidligere spillet i de ungarske klubber Dunaferr og Györ. Hun har spillet 110 landskampe for det ungarske landshold.